# Ellen Demuth
Ellen Demuth (nascida a 10 de Julho de 1982) é uma política alemã que foi eleita membro do Bundestag em 2025. Em 2011 também foi eleita membro do Landtag da Renânia-Palatinado desde 2011.